# Đức Thành (xã)
Đức Thành là một xã thuộc huyện Yên Thành, tỉnh Nghệ An, Việt Nam.